# إغنات داميانوف
إغنات داميانوف (بالبلغارية: Игнат Дамянов)‏ هو لاعب كرة قدم بلغاري يلعب كلاعب خط وسط لأكاديميك سفيشتوف. من مواليد 13 يوليو 1987.

## وصلات خارجية
- إغنات داميانوف على موقع قاعدة بيانات كرة القدم.إي يو (الإنجليزية)